# Col de Giau
Le col de Giau (en italien : Passo di Giau) s'élève à 2 233 mètres d'altitude dans les Dolomites, dans la province de Belluno en Vénétie. Il relie les communes de Colle Santa Lucia et Selva di Cadore dans le val Fiorentina à Cortina d'Ampezzo dans le bassin homonyme, dans la vallée du Boite.
Au col, la borne entre la république de Venise et l’empire d’Autriche est encore visible. Le col de Giau est aujourd’hui une frontière municipale entre les communes de San Vito di Cadore et de Colle Santa Lucia.

## Géographie

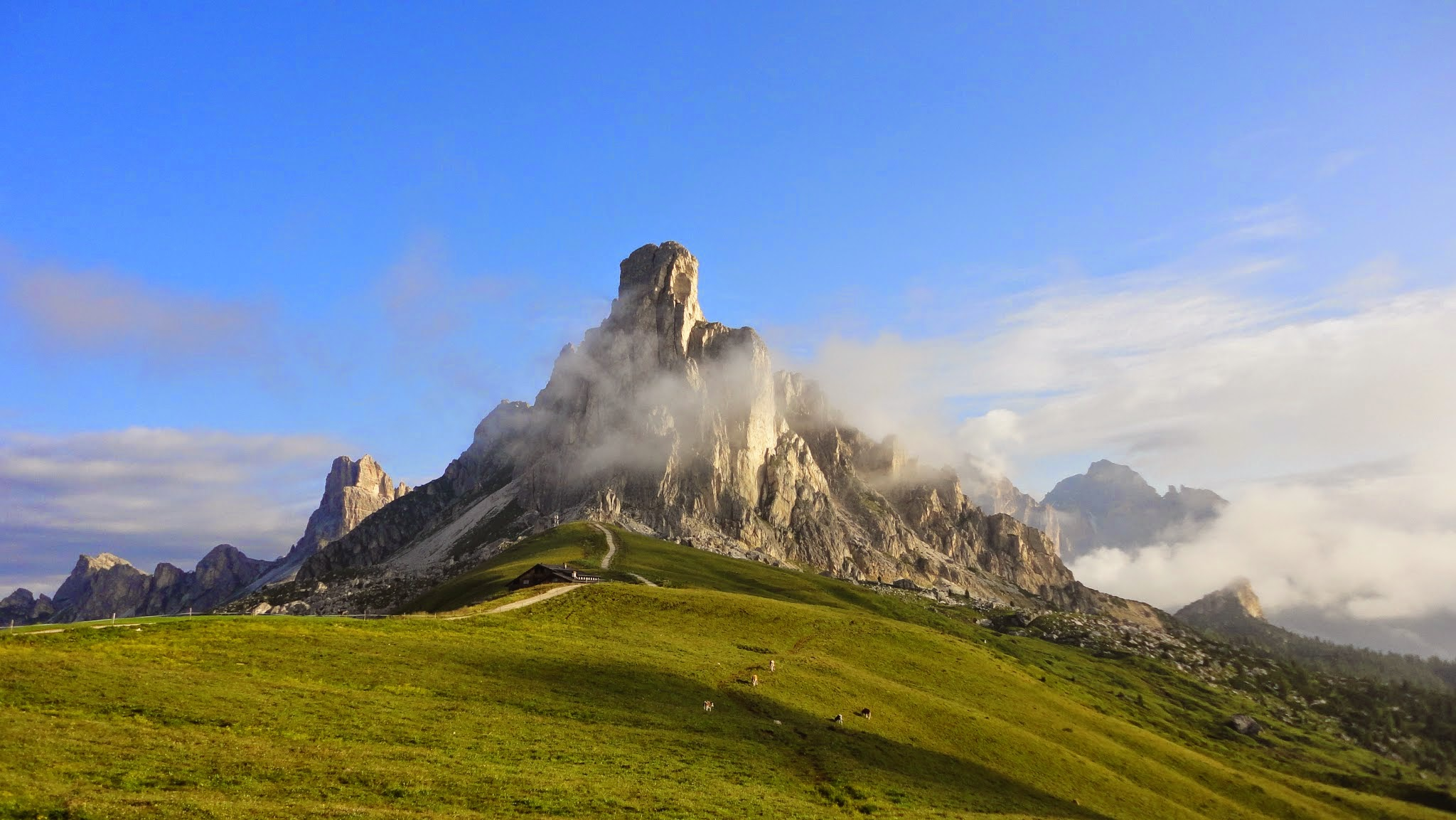
Le col de Giau.

La route du col de Giau s'échelonne sur les territoires de Colle Santa Lucia et de Selva di Cadore au sud, de San Vito di Cadore et de Cortina D'Ampezzo au nord. La route qui part de Selva di Cadore comprend 29 virages en épingle à cheveux et 3 tunnels pour la protection contre les avalanches, tandis que la pente en direction de Cortina est plus facilement praticable. Il représente une alternative pour atteindre Cortina d'Ampezzo depuis la région d’Agordo, car la route du col de Giau, contrairement à celle du col de Falzarego, est praticable en camion. Cependant, malgré les interventions menées au fil des ans, la saison hivernale est souvent compromise par des avalanches qui obstruent les portions de route non recouvertes.

Vue d'ensemble du col de Giau.

## Sports

### Cyclisme

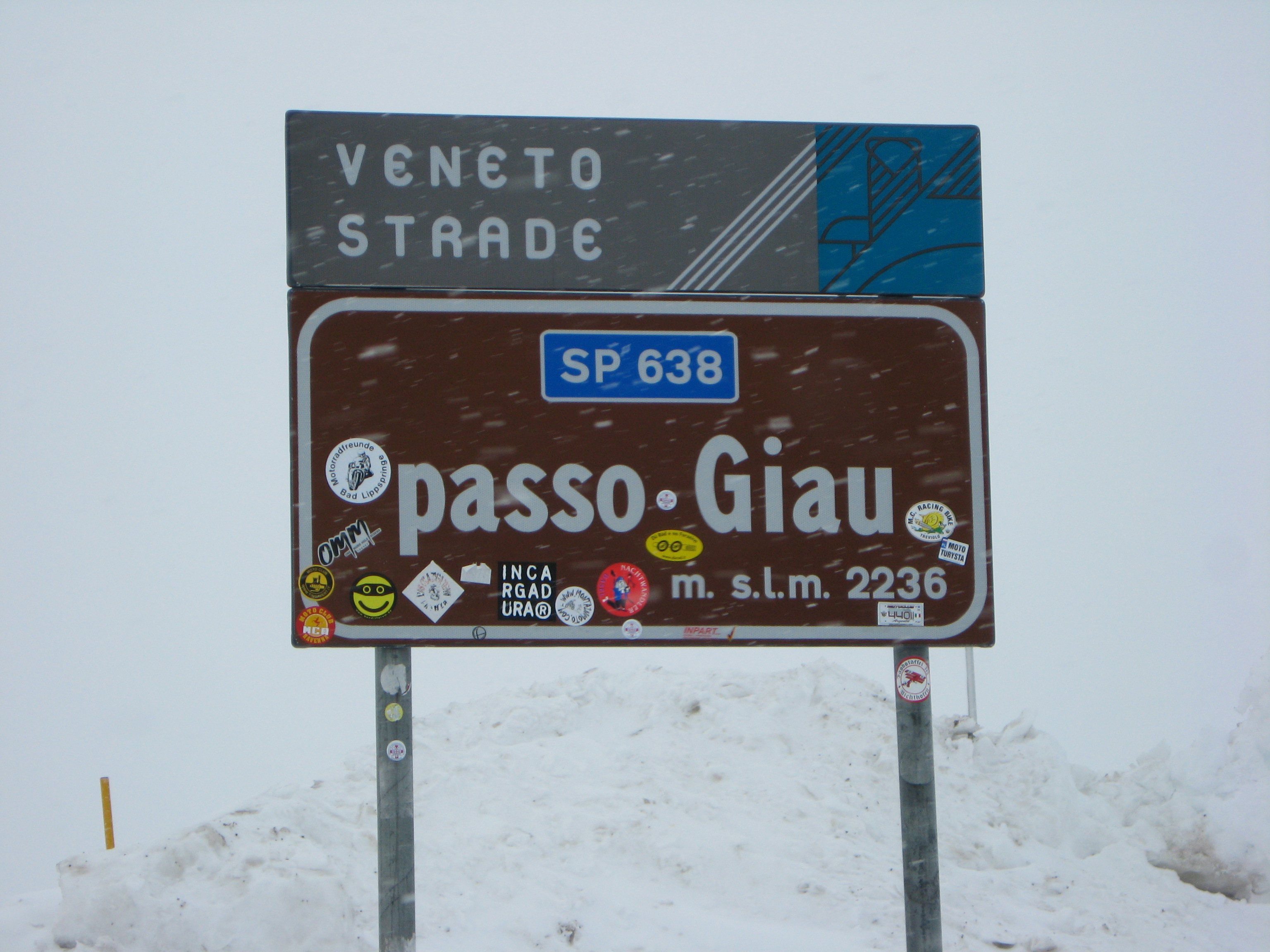
Le panneau du col.

Le col de Giau est l’un des cols légendaires du Tour d’Italie, en particulier l'ascension depuis Colle Santa Lucia, en raison de sa difficulté (10,1 km avec une pente moyenne de 9,1 %) et de sa régularité, tandis que la pente depuis Cortina d'Ampezzo est plus courte (8,6 km) et légèrement plus facile (pente moyenne de 8,3 %), bien qu'elle reste très exigeante car la pente moyenne est minorée par certaines sections initiales faciles, alors que dans les parties centrale et finale, elle est très forte.
Le col a été franchi pour la première fois au Tour d'Italie en 1973. Depuis, il a été parcouru plusieurs fois. En 1973 et 2011, c'était aussi la Cima Coppi, le plus haut sommet de cette édition. Dans l'édition 2013, le passage au col de Giau était prévu pour la 20e étape (Silandro - Tre Cime di Lavaredo), mais le transit n'était pas possible en raison du mauvais temps et le tracé du parcours a été changé. Voici les différents passages (en gras les éditions dans lesquelles le col de Giau était Cima Coppi) :
| Année | Étape                                       | Premier au col     | Ascension depuis  |
| ----- | ------------------------------------------- | ------------------ | ----------------- |
| 1973  | 19e : Andalo à Auronzo di Cadore            | José Manuel Fuente | Colle Santa Lucia |
| 1989  | 14e : Misurina à Corvara in Badia           | Henry Cárdenas     | Cortina d'Ampezzo |
| 1992  | 13e : Bassano del Grappa à Corvara in Badia | Bruno Cornillet    | Selva di Cadore   |
| 2007  | 15e : Trente à Tre Cime di Lavaredo         | Leonardo Piepoli   | Colle Santa Lucia |
| 2008  | 15e : Arabba au Passo Fedaia                | Emanuele Sella     | Selva di Cadore   |
| 2011  | 15e : Conegliano à Gardeccia/Val di Fassa   | Stefano Garzelli   | Cortina d'Ampezzo |
| 2012  | 17e : Falzes à Cortina d'Ampezzo            | Domenico Pozzovivo | Selva di Cadore   |
| 2016  | 14e : Farra d'Alpago à Corvara              | Darwin Atapuma     | Colle Santa Lucia |
| 2021  | 16e : Sacile à Cortina d'Ampezzo            | Egan Bernal        | Colle Santa Lucia |
| 2023  | 19e : Longarone > Tre Cime di Lavaredo      | Derek Gee          | Selva di Cadore   |

### Course à pied
Le passo Giau est l'une des difficultés du Lavaredo Ultra Trail.

## Culture
Le col de Giau est souvent un cadre naturel pour les publicités et les films. Entre autres, certaines scènes du film Ladyhawke y ont été tournées.
En 2023, un timbre représentant le col de Giau comporte par erreur la mention du pays « France » au lieu d'« Italie ».